# LEAG (Unternehmen)
LEAG ist die gemeinsame Marke der Lausitz Energie Verwaltungs GmbH, Lausitz Energie Bergbau AG (kurz LE-B) und der Lausitz Energie Kraftwerke AG (kurz LE-K). Die Unternehmen mit Sitz in Cottbus bilden gemeinsam den zweitgrößten deutschen Stromerzeuger. Die LEAG entstand 2016 durch den Verkauf der Lausitzer Braunkohletagebaue und -kraftwerke des schwedischen Energiekonzerns Vattenfall AB an die tschechische EPH-Gruppe und deren Finanzpartner PPF Investments. Zur EPH gehörte bereits das in Sachsen-Anhalt beheimatete Stromerzeugungs- und Bergbauunternehmen MIBRAG.

## Allgemein
Die Unternehmen der LEAG-Gruppe sind rechtlich selbstständige Unternehmen in einem Konzernverbund. Die LE-B (inklusive Tochterunternehmen) und die LE-K (inklusive der KSP GmbH) werden durch die Lausitz Energie Verwaltungs GmbH (kurz LEV) vertreten, die an beiden Unternehmen zu jeweils 80 % beteiligt ist. Die LEV beschäftigt in ihrer Funktion als Holding zwanzig Mitarbeiter und übernimmt besondere Aufgaben wie das Rechnungs- und Steuerwesen. Die LEV gehört zu 100 % der LEAG Holding a.s. mit Sitz in Prag.
Die Unternehmen der LEAG sind in den Geschäftsfeldern Bergbau, Kraftwerke und Vertrieb aktiv. Die im Bergbau gewonnene Braunkohle wird zur Versorgung der im Kraftwerksbereich der LEAG betriebenen Großkraftwerke verwendet. Zusätzlich dient sie der Veredlung am Standort Schwarze Pumpe in der zum Vertrieb gehörenden Brikettfabrik Schwarze Pumpe. Im Kraftwerks- und Vertriebsgeschäft wird der erzeugte Strom am Termin- und am Spotmarkt verkauft.

## Geschichte
Die LEAG entstand durch den Verkauf der Braunkohlesparte und der dazugehörigen Kraftwerke des schwedischen Energiekonzerns Vattenfall AB. Die deutschen Standorte der Braunkohle-Unternehmen Vattenfall Europe Mining AG und Vattenfall Europe Generation AG wurden an den tschechischen Energieversorger Energetický a Průmyslový Holding (EPH) und die Investmentgesellschaft PPF Investments veräußert. Beide Unternehmen waren bis Ende 2023 zu jeweils 50 % an dem neuen Unternehmen beteiligt. Seit Ende 2023 hielt die EP Corporate Group, ein mit der EPH verbundenes Unternehmen, 70 % an der LEAG. Die PPF Investments war seitdem noch mit 30 % beteiligt. Im März 2025 übernahm „EP Energy Transition“ alle Anteile.

### Bis 2002

#### Kraftwerkssparte
Die in der DDR betriebenen Kohlekraftwerke wurden nach der Wende bis zu den Verhandlungen über die sogenannten Stromverträge 1990 von der Vereinigten Kraftwerke AG (entstanden aus den privatisierten Kraftwerken des Kombinats Braunkohlekraftwerke) verwaltet. Im Zuge des Zusammenschlusses zu Verbundunternehmen entstand durch Neugründung seitens der Treuhandanstalt die Vereinigte Energiewerke AG (VEAG). In diesem neuen Unternehmen wurden 1991 die ostdeutschen Kohlekraftwerke und das Verbundnetz zusammengefasst.
1994 wurde die VEAG für vier Milliarden DM an ein Unternehmenskonsortium der größten westdeutschen Energieversorger verkauft. Das Konsortium bestand aus der Preussen-Elektra AG, der RWE, der Bayernwerk AG (insgesamt 75 % der Anteile) und der Holding EBH, einem Zusammenschluss aus BEWAG, VEW, Badenwerk, EVS und HEW (insgesamt 25 % der Anteile).
Beim Zusammenschluss der Preussen Elektra AG (VEBA) und Bayernwerk AG (VIAG) zur heutigen E.ON und der Fusion von RWE und VEW mussten sich die Hauptanteilseigner aufgrund kartellrechtlicher Probleme von den Beteiligungen an der VEAG trennen. 2001 erwarben die HEW, die bereits 2000 in den Besitz von Vattenfall übergegangen waren, die kompletten Anteile der VEAG.

#### Braunkohlebergbau
Die Braunkohletagebaue der DDR waren bis 1990 dem Braunkohlenkombinat Bitterfeld (BKK Bitterfeld) und dem Braunkohlenkombinat Senftenberg (BKK Senftenberg) angegliedert. Mit dem Ende der DDR entstand 1990 aus der Privatisierung des BKK Senftenberg die Lausitzer Braunkohle AG (LAUBAG). 1993 verschmolz die LAUBAG mit dem VEB Gaskombinat Schwarze Pumpe (ab 1990 Energiewerke Schwarze Pumpe Aktiengesellschaft). 1994 wurde die Gesellschaft von der Treuhandanstalt an ein westdeutsches Unternehmenskonsortium verkauft. Hauptanteilseigner waren die Rheinbraun AG (39,5 %) und die Preussen Elektra AG (30 %). Die Abwicklung der Altlasten wurde an die LBV (später LMBV) abgegeben.
Die Anteile der Rheinbraun AG und Preussen Elektra AG wurden auf Grund der Fusionsvorhaben abgetreten. Die Anteile wurden 2001 von der HEW übernommen.

### Von 2002 bis 2016
Nach den Übernahmen der drei Unternehmen VEAG, LAUBAG und BEWAG (Berlin) durch HEW/Vattenfall 2001 wurden alle Unternehmen Anfang 2002 in eine neue Gesellschaft mit einheitlicher Marke überführt. Die Vattenfall Europe AG entstand und war damals der drittgrößte Energieversorger Deutschlands. Die Tagebauaktivitäten firmierten unter der Vattenfall Europe Mining AG, die Kraftwerksaktivitäten unter der Vattenfall Europe Generation AG. 2012 änderte sich die Rechtsform der Holding in Deutschland zur Vattenfall GmbH.

### Ab 2016
Der schwedische Energiekonzern Vattenfall gab Ende 2014 bekannt, die Braunkohleaktivitäten in Deutschland verkaufen zu wollen. An dem anschließenden Bieterverfahren beteiligte sich u. a. die Umweltorganisation Greenpeace. Nach Abschluss der Bieterphase verhandelte Vattenfall mit den beiden verbliebenen Interessenten EPH/PPF und der tschechischen Czech-Coal-Gruppe. Dabei konnten sich EPH und PPF im April 2016 gegen den Konkurrenten durchsetzen. Durch anschließende Verzögerungen bei der Prüfung des Verkaufs durch die EU-Kommission auf mögliche kartellrechtliche Belange verzögerte sich der Abschluss bis in den Herbst 2016. Im Rahmen einer Pressekonferenz am 11. Oktober 2016 wurden der Name und das neue Logo des Unternehmens veröffentlicht. Der Handelsregistereintrag der Umbenennung der Unternehmen Vattenfall Europe Mining AG in Lausitz Energie Bergbau AG und der Vattenfall Europe Generation AG in die Lausitz Energie Kraftwerke AG erfolgte am 12. Oktober 2016. Mit dem Verkauf wurden die ca. 8000 Mitarbeiter von Vattenfall, die in der Braunkohlesparte tätig waren, in den umbenannten Gesellschaften weiterbeschäftigt.
Nach dem Beschluss der EU-Kommission, Grenzwerte für Quecksilber und NOx ab August 2021 zu verschärfen und noch vor dem Ablauf der möglichen Einspruchsfrist am 10. November 2017 durch die Bundesregierung (Bundesumweltministerium) gegen diesen Beschluss, reichte die LEAG am 7. November 2017 gemeinsam mit Euracoal, der Mitteldeutschen Braunkohlengesellschaft (MIBRAG) und dem Deutschen-Braunkohlen-Industrieverein e. V. (DEBRIV) Klage beim Gericht der Europäischen Union ein. Hauptpunkt dieser Klage ist die fachlich fehlerhafte Herleitung der Emissionsbandbreiten und die Verhältnismäßigkeit der Machbarkeit zum Erreichen solcher Grenzwerte. So seien etwa technische Nachrüstungen von Kraftwerksanlagen durch diesen Beschluss nicht gedeckt, da laut EU Beschluss Grenzwerte durch verfügbare Technik im Prozess der Abgasentstehung erreicht werden müssen.
Laut EU-Beschluss sollten demnach bei Braunkohlekraftwerke Grenzwerte für NOx in einer Bandbreite von 85 bis 175 mg/Nm³ (aktuell möglicher Grenzwert 200 mg/Nm³) und für Quecksilber von < 1 bis 7 µg/Nm³ (aktuell möglicher Grenzwert 30 µg/Nm³) erreicht werden.
Am 1. Oktober 2018 wurde nach einer Vorbereitungsphase von drei Jahren der erste Kraftwerksblock („Block F“) des Kraftwerks Jänschwalde abgeschaltet und in die Sicherheitsbereitschaft überführt. Der Kraftwerksblock steht damit als Reserve zur Verfügung, bevor er nach weiteren vier Jahren komplett stillgelegt wird. Mit der Abschaltung folgt die Lausitz Energie Kraftwerke AG dem Plan der Bundesregierung, bis 2020 insgesamt 2.700 Megawatt Leistung aus Braunkohlekraftwerken abzuschalten. Für die Stilllegung erhält das Unternehmen eine Entschädigungszahlung in unbekannter Höhe von der Bundesrepublik Deutschland, der Gesamtbetrag der Entschädigungszahlungen an alle betroffenen Kraftwerksbetreiber beträgt für die Jahre 2017 und 2018 voraussichtlich 234 Mio. Euro.
Im März 2022 musste das Unternehmen aufgrund der Verwerfungen auf dem Energiemarkt infolge des Ukrainekriegs kurzfristig mit einem milliardenschweren Kredit der Kreditanstalt für Wiederaufbau gestützt werden, um die Liquidität zu sichern. Diese war auf Grund der stark ansteigenden Sicherheitsleistungen am Strom- und Gasgroßhandel gefährdet gewesen. Dabei hinterlegen Kraftwerksbetreiber einen Margin genannten Betrag bei der Clearingstelle der Energiehandelsbörse (hier European Commodity Clearing (ECC)), um sicherzustellen, dass der Vertragspartner ECC seine Verpflichtung zur Erfüllung der Lieferung auch dann nachkommen kann, wenn eine Partei (z. B. der Kraftwerksbetreiber) seine Leistung nicht erfüllen kann und die Clearingstelle die Lieferung über den Markt abdecken muss.
Auf ehemaligen Bergbauflächen planen LEAG und der Projektentwickler EP New Energies (EPNE) für zehn Milliarden Euro bis 2030 sieben Gigawatt Photovoltaik und Windkraft zu errichten. Dennoch soll auch nach 2030 der Großteil der Stromerzeugung aus fossilen Energieträgern erfolgen (Stand: Februar 2023).
Im Februar 2025 gliederte EP die ostdeutsche Braunkohlensparte in das Tochterunternehmen „EP Energy Transition“ (EPET) aus. Einen anlässlich der Ankündigung dieses Schrittes im Juli 2023 erschienenen Medienbericht, dass die LEAG zum Jahr 2030 aus der Braunkohlenverstromung in Deutschland aussteigen wolle, dementierte der LEAG-Miteigentümer EPH. Diese Aussage beziehe sich ausschließlich auf die übrigen Teile der EPH-Gruppe. In den Ostdeutschen Revieren sei weder ein Verkauf noch eine kurzfristige Schließung von Tagebauen und Kraftwerken geplant. EPET wolle in den kommenden Jahren bis zu 10 Milliarden Euro in die Entwicklung von Projekten der erneuerbaren Energie, effizienten Energiespeichern und Wasserstoff-Kraftwerken investieren.

### Vorstandsvorsitzende der LEAG
- 12. Oktober 2016 – 31. Dezember 2021 Helmar Rendez
- 1. Januar 2022 – 18. September 2024 Thorsten Kramer
- seit 19. September 2024 Adolf Roesch

## Standorte in Deutschland

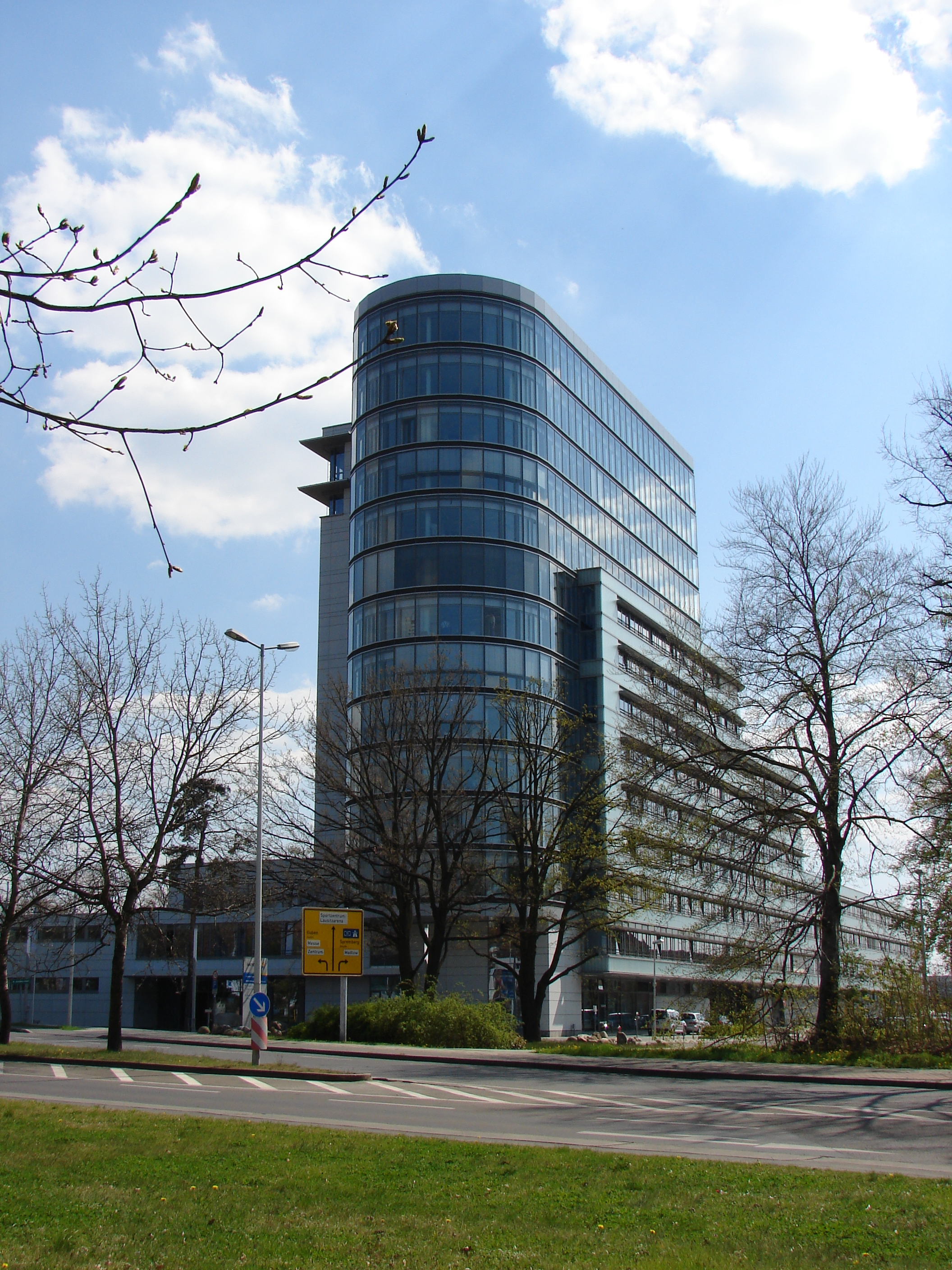
LEAG-Hauptverwaltung in Cottbus

Die Verwaltung der LEAG-Unternehmen hat ihren Sitz in Cottbus, Brandenburg.
Die LEAG ist als Betreiber der ostdeutschen Braunkohletagebaue und -kraftwerke tätig. Die in der Gesellschaft Lausitz Energie Bergbau AG angesiedelten Tagebaue umfassen die Standorte Tagebau Welzow-Süd, Tagebau Nochten, Tagebau Reichwalde und den Tagebau Jänschwalde. Die Rekultivierung des Tagebaus Cottbus-Nord wird zu Teilen ebenfalls von der LEAG durchgeführt und in das Projekt des Cottbuser Ostsees überführt. Die Brikettfabrik am Standort Industriepark Schwarze Pumpe ist Teil der Lausitz Energie Bergbau AG.
Die Kraftwerke des Unternehmens firmieren unter der Lausitz Energie Kraftwerke AG. Dort werden die im Lausitzer Braunkohlerevier betriebenen Kraftwerke verwaltet. Zu den Kraftwerksstandorten zählen das Kraftwerk Schwarze Pumpe, das Kraftwerk Boxberg und das Kraftwerk Jänschwalde. Ein Teil des Kraftwerkes Lippendorf („Block R“) gehört ebenfalls zum Kraftwerkspark des Unternehmens. Der zweite Block („Block S“) gehört zum baden-württembergischen Energieversorger EnBW. Betrieben wird die gesamte Anlage von der LEAG. Am Standort Kraftwerk Schwarze Pumpe hat die LEAG am 31. Dezember 2020 ein 53-Megawatt-Batteriespeicher (Projektname „Big Battery Lausitz“) in Betrieb genommen, der vorrangig zur Netzstabilität beitragen soll. Das gesamte Projekt hat ca. 25 Millionen Euro kosten, das Land Brandenburg fördert es mit 4 Millionen Euro. Mit dieser Größe ist der Energiespeicher einer der Größten in Europa.
Am 30. März 2017 gab das Unternehmen ein neues Revierkonzept bekannt, mit dem der weitere Unternehmensweg und die zukünftige Gestaltung der Region geklärt werden. Das Unternehmen lässt auf Grund dieses Konzepts den Tagebau Jänschwalde planmäßig 2023 auslaufen und wird das Erweiterungsfeld im Tagebau Nochten, bis auf das Sonderfeld Mühlrose, nicht erschließen. Die Pläne für die Erweiterung des Tagebau Welzow-Süd wurden bis 2020 gestoppt. Da LEAG eines der größten Unternehmen in der Lausitz ist und durch die Wertschöpfungskette große Teile der Industrie mitgestaltet, besitzt dieses Revierkonzept auch für die Landesregierung in Sachsen und Brandenburg eine hohe Bedeutung.

## Unternehmensdaten
Die Braunkohlesparte als Unternehmen Vattenfall Europe Mining AG (Lausitz Energie Bergbau AG) erwirtschaftete im Jahr 2014 einen Verlust in Höhe von rund 46 Mio. Euro. Der Umsatz belief sich auf ca. eine Milliarde Euro. Davon entfielen über 80 % auf Rohbraunkohle oder andere Kohleprodukte. Das Unternehmen förderte 2014 knapp 62 Mio. Tonnen Rohbraunkohle, wovon 51,5 Mio. Tonnen direkt an die Vattenfall Europe Generation AG abgesetzt werden konnten.
Die Kraftwerkssparte unter der Vattenfall Europe Generation AG (jetzt Lausitz Energie Kraftwerke AG) erwirtschaftete 2014 ebenfalls einen Verlust in Höhe von rund 708 Mio. Euro. Dies war auf sinkende Stromhandelspreise und ungünstige Markterwartungen sowie eine Abschreibung in Höhe von 428 Mio. Euro auf das Kraftwerk Moorburg zurückzuführen, welches nach dem Verkauf nicht Teil der Lausitz Energie Kraftwerke AG ist und im Vattenfall-Konzern verbleibt. Ebenso verbleiben die Wasserkraftwerke bei der Vattenfall GmbH. Es wurde ein Umsatz von ca. 2,4 Mrd. Euro erzielt.
Für das Geschäftsjahr 2019 erwirtschaftete die Lausitz Energie Bergbau AG ein Ergebnis in Höhe von 14,2 Millionen Euro und die Lausitz Energie Kraftwerke AG ein Ergebnis von 14,1 Millionen Euro. Im konzernweiten Konsolidierungskreis betrug der Verlust nach Steuern dennoch 7 Millionen Euro.
In 2017 erzeugten die Kraftwerke der LEAG 54,7 Mrd. kWh Strom, was einem Marktanteil von 14,9 % entspricht. LEAG verbraucht rund 100 Millionen Kubikmeter Wasser im Jahr.

## Tochterunternehmen
Zum Unternehmen LEAG gehören die Spedition Transport- und Speditionsgesellschaft Schwarze Pumpe mbH (TSS GmbH) mit Sitz in Schwarze Pumpe und das Planungs- und Serviceunternehmen GMB GmbH mit Sitz in Senftenberg. Beide Unternehmen sind rechtlich selbstständige Unternehmen im Besitz der Lausitz Energie Bergbau AG. Die Kraftwerk Schwarze Pumpe GmbH (kurz KSP GmbH) im Besitz der Lausitz Energie Kraftwerke AG ist Eigentümer des Kraftwerks Schwarze Pumpe. Durch Dienstleistungsverträge mit der LE-K hat die KSP GmbH selbst keine eigenen Mitarbeiter.

## Kritik
Kritik gegen das Geschäft der LEAG und den Plänen der tschechischen Investoren EPH und PPF wurde im Zusammenhang mit dem deutschen Kohleausstieg geäußert, die einem aus 2016 erstellten Planungsszenario zu Grunde liegt. So werden Kraftwerksblöcke der größten LEAG-Kraftwerke Boxberg und Jänschwalde im Schnitt zu den Zeiten abgeschaltet, wie es ebenfalls der Kohlekompromiss vorsieht. Gleichzeitig erhält das Unternehmen nach den Plänen des Wirtschaftsministeriums für die Abschaltung bis zu 1,75 Milliarden Euro Entschädigung. Zusätzlich wird bis zum endgültigen Kohleausstieg die Menge an geförderter Braunkohle um lediglich 13 Millionen Tonnen auf 854 Millionen Tonnen (entspricht etwa 1,5 %) bis 2038 reduziert. Aus den Oppositionsparteien der Linken und der FDP werden diese Milliardenzahlungen als „völlig unangemessen“ oder „sinnlose Milliardengeschenke für die Kraftwerksbetreiber auf Kosten der Steuerzahler“ bezeichnet. Umweltverbände kritisieren sie als Geschenke ohne Gegenleistung. Die LEAG wies die Vorwürfe als haltlos zurück.
Des Weiteren steht die Kohleverstromung in Deutschland wegen der hohen Schadstoffbelastung stark in der Kritik. Es kommt wiederholt zu Protesten und Demonstrationen auf den Seiten der Kohlegegner und -befürworter. Dabei werden unter anderem Tagebaue und Kraftwerke Ziel von klimaaktivistischen Aktionen. So wurde Anfang 2016 der aufgrund der Aktionsankündigung vorsorglich außer Betrieb genommene Tagebau Welzow-Süd durch die Aktivistengruppe Ende Gelände friedlich besetzt. Anschließend erfolgte durch die Aktivisten die gewaltsame Erstürmung des Geländes des Kraftwerks Schwarze Pumpe, woraufhin 120 Personen von der Polizei vorübergehend festgenommen wurden.

### Verkauf an EPH
Kritik gegen den Verkauf des Tagebau- und Kraftwerksgeschäftes an die tschechische EPH-Gruppe äußerte im Vorfeld unter anderem die Umweltorganisation Greenpeace. EPH sei ein „skrupelloser Investor“, der Firmen aufkaufe und finanziell auspresse. Im Vergleich zur Übernahme der MIBRAG befürchtet Greenpeace bei der neuen LEAG einen Abzug von Rückstellungen, die für die Rekultivierung vorgesehen waren. Vor allem im Hinblick auf gesetzte Klimaziele der Regierung sieht Greenpeace mit dem neuen Investor keine Möglichkeit, diese zu erreichen. Ebenso werden das Konzerngeflecht aus verschiedenen Beteiligungsgesellschaften unter der Holding EPH sowie die enge Zusammenarbeit mit PPF bemängelt, die ihren Sitz in Jersey – einem sogenannten Steuerparadies – hat.
Verzögerungen beim Verkauf der Braunkohlesparte stellten sich durch eine Klage gegen Vattenfall bei der EU-Kommission ein. Die in Dresden ansässige Lausitz Mongolia Mining Generation AG sah sich beim Bieterverfahren wegen unerlaubter staatlicher Beihilfe ungerecht behandelt. Das Gebot des deutsch-mongolischen Unternehmens wurde ohne Angabe von Gründen abgewiesen, ähnlich wie das Gebot der Umweltorganisation Greenpeace.

### Sicherheitsbereitschaft und Wiederanfahren Kraftwerk Jänschwalde
Am 1. Oktober 2018 ging der erste Block des Kraftwerks Jänschwalde in die Sicherheitsbereitschaft. Am 1. Oktober 2019 folgte Block F. Vor allem wurde auf den Wegfall von ca. 600 Arbeitsplätzen hingewiesen, welche aus der Abschaltung des Blocks F und des Blocks E des Kraftwerks Jänschwalde resultieren. Kritik an der Sicherheitsbereitschaft gab es zudem von der Partei Bündnis 90/Die Grünen, die die Entschädigungszahlungen als „Geschenk an die Stromkonzerne“ einstufen. Auf Grund der Energiekrise wurden beide Blöcke von Oktober 2022 bis Juni 2023 wieder betrieben, wobei es mehrmals zu technischen Störungen kam.

### Datengrundlage zur Grundwasserneubildung
In einem Gastbeitrag des Onlinemagazins Klimareporter äußerte der Vorsitzende des Umweltnetzwerkes Grüne Liga, René Schuster, 2022 Kritik an den Berechnungsgrundlagen der LEAG zur erforderlichen Grundwasserbildung der Tagebaue Jänschwalde und Welzow-Süd. Diese beruhten trotz vermehrter Grundwasserabsenkung und Dürren in der Region auf Werten von 1980 bis 2010 und wurden bis ins Jahr 2100 (für den Tagebau Jänschwalde) bzw. 2150 (für den Tagebau Welzow-Süd) fortgeführt, was Risiken über mögliche gesellschaftliche Kosten nach Meinung Schusters stark verfälsche.

### Vorwurf der Zahlung von „Schweigegeld“ an öffentliche Einrichtungen
Nachdem im Land Brandenburg die Sulfatwerte an Wasserentnahmestellen stiegen und es bereits zum bergbaubedingten Umzug von Wasserwerken gekommen sei, berichtete Correctiv im September 2023 von einem Vergleich der LEAG mit der Stadt Frankfurt (Oder) und der Frankfurter Wasser- und Abwassergesellschaft (FWA), mit dem sich die LEAG zur Zahlung von 5 Millionen Euro an die Wasserwerke verpflichtet. Im Gegenzug dürften Stadt und Wasserwerkverband weder klagen noch öffentliche Äußerungen tätigen, die eine mögliche Rolle der Geschäftspraxis der LEAG suggerierten.
Während ein im Artikel zitierter Umweltjurist die Vereinbarung aufgrund der Einschränkung der Sprechfähigkeit öffentlicher Einrichtungen als „hochproblematisch und rechtswidrig“ einstuft, sprachen LEAG und Kommune von einer gerichtlich üblichen „Loyalitätsverpflichtung“.